# La Prison de verre 2
Série
La Prison de verre
(2000)
Pour plus de détails, voir Fiche technique et Distribution.
La Prison de verre 2 (Glass House: The Good Mother), est un thriller américain de Steve Antin sorti en 2006 directement en vidéo.

## Synopsis
Un an après avoir perdu leur fils David, Eve et Raymond Goode adoptent deux orphelins, Ethan et sa soeur Abby, dont les parents sont morts dans un accident. Les enfants découvrent la résidence des Goode, un impressionnant manoir en bordure de lac. Si le jeune garçon est ravi par son nouveau foyer, l'adolescente déchante rapidement en découvrant le caractère froid, intransigeant et instable d'Eve.

## Fiche technique
- Titre original : Glass House: The Good Mother
- Titre français : La prison de verre 2
- Réalisation : Steve Antin
- Scénario : Brett Merryman, d'après les personnages créés par Wesley Strick
- Musique : Steven Gutheinz
- Direction artistique : Bryan Rodgers
- Décors : Mark Zuelzke
- Costumes : Rob Saduski
- Photographie : Bobby Bukowski
- Son : Alec St. John, Tim Cooney
- Montage : Joan Sobel
- Production : Billy Pollina

Production exécutive : Connie Dolph
Production déléguée : Nick Phillips
Coproduction : Connie Dolph
- Sociétés de production[1] : Destination Films et Shouldn't Throw Stones
- Sociétés de distribution : Sony Pictures Home Entertainment
- Budget : n/a
- Pays d'origine :  États-Unis
- Langue originale : anglais
- Format[2] : couleur - 1,85:1 (Panavision)
- Genre : thriller, policier, drame, épouvante-horreur
- Durée : 94 minutes
- Dates de sortie[3] :
  - États-Unis : 3 octobre 2006 (sortie directement en vidéo)
  - France : 17 novembre 2006 (sortie directement en DVD)[4]
- Classification[5] :
  -  États-Unis : Interdit aux moins de 17 ans (R – Restricted)[Note 1].
  -  France : Interdit aux moins de 16 ans[6].

## Distribution
- Angie Harmon (VF : Juliette Degenne) : Eve Goode
- Joel Gretsch (VF : Arnaud Arbessier) : Raymond Goode
- Jordan Hinson : Abby Snow
- Bobby Coleman : Ethan Snow
- Jason London (VF : William Coryn) : Ben Koch
- Shiloh Fernandez : Sweatshirt
- Tasha Smith : L'assistante sociale